# Smrkci
Smrkci (originalno fr. Les Schtroumpfs) so televizijska in stripovska franšiza o skupini malih modrih izmišljenih bitij, ki živijo v gozdu. Najprej so se pojavili v seriji stripov belgijskega ustvarjalca z umetniškim imenom Peyo (pravo ime Pierre Culliford). Strip je prvič izšel 23. oktobra 1958.
V Sloveniji so se Smrkci prvič pojavili v stripu v reviji Zvitorepec leta 1970, in sicer pod imenom Škratje kot stranski liki v epizodi stripa Jacek in Gumbek: Zakleta dežela (Johan et Pirlouit: Le pays maudit).
Po svetu so zasloveli kot junaki risane serije družbe Hanna-Barbera, ki se je predvajala devet let (od 1981 do 1990) in je štela 256 delov, največkrat z dvema risankama.
Posnete so bile tudi tri celovečerne risanke:
- 1965 - Les Aventures des Schtroumpfs (Avanture Smrkcev),
- 1976 - La Flûte à six schtroumpfs (Smrkci in čarobna piščal) in
- 1984 - V'la les Schtroumpfs (Smrkci prihajajo).

Leta 2011 je izšel celovečerni igrano-animirani film v produkciji Columbia Pictures z naslovom Smrkci oz. Smrkci 3D.
Slovenski uvod v risano serijo prve sezone: Pred davnimi časi je bila globoko v gozdu skrita vas, kjer so živela majcena bitja, imenovala so se Smrkci. Bila so dobra bitja. In potem je bil Gargamel, zlobni čarovnik. Bil je hudoben. Tisti gozd stoji še dandanes in če prisluhnete, slišite Gargamelov bes. Če boste pridni, boste morda ugledali Smrkce.
Slovenski uvod v risano serijo naslednjih sezon:
Daleč od zvedavega sveta, res daleč. Do tja je kar nekaj dni hoda. Živijo v gozdu, skritem pred očmi, drobna mala bitja. In kaj vse znajo ti mali Smrkci. A vendar naši mali Smrkci niso brez skrbi, saj nanje ves čas preži zlobni Gargamel s kosmatinastim pajdašem. A kljub pretečim nevarnostim se Smrkci prav nič ne bojijo in družno Gargamelu fige pomolijo.